# صقر عجیل
صقر عجیل (عربی: صگر عجيل الجنابي؛ زادهٔ ۱۰ ژوئیهٔ ۱۹۹۳) بازیکن فوتبال اهل عراق است.
از باشگاه‌هایی که در آن بازی کرده‌است می‌توان به باشگاه ورزشی المینا اشاره کرد.
وی همچنین در تیم‌های ملی فوتبال زیر ۱۷ سال عراق و زیر ۲۳ سال عراق بازی کرده‌است.